# Etiopienpiplärka
Etiopienpiplärka (Macronyx flavicollis) är en fågel i familjen ärlor inom ordningen tättingar.

## Utseende och läte
Etiopienpiplärkan är en stor och relativt färgglad piplärka. Noterbart är svart halsband, orange strupe och delvis gult ögonbrynsstreck. Under den svaga och fladdrande flykten syns vita hörn på den svarta stjärten. Brunaktiga ungfåglar kan förväxlas med andra piplärkor, men denna art är större och kraftigare. Bland lätena hörs "tsik" och visslingar.

## Utbredning och systematik
Fågeln förekommer enbart i höglänta gräsmarker i Etiopien. Den behandlas som monotypisk, det vill säga att den inte delas in i några underarter.

## Levnadssätt
Etiopienpiplärkan hittas i bergsbelägna gräsmarker, ofta i fuktiga områden. Där ses den på marken.

## Status
Etiopienpiplärkan har troligen ett litet världsbestånd. Den tros också möjligen minska i antal. IUCN kategoriserar arten som nära hotad.

## Namn
Arten kallades tidigare etiopisk sporrpiplärka, men namnet justerades 2022 av BirdLife Sveriges taxonomikommitté med motiveringen: "Genetiska studier har visat att sporrpiplärkor inte är en monofyletisk grupp, arterna har heller inte någon egentlig sporre."